# PowerBook G3
De PowerBook G3 is een serie laptops van de Amerikaanse fabrikant Apple die vanaf november 1997 aangeboden werden. Het was de eerste laptop die gebruik maakte van de PowerPC G3-processor. De PowerBook G3 werd op de markt gebracht als de snelste laptop ter wereld gedurende de gehele productie. In tegenstelling tot vorige PowerBook-modellen die een donkergrijze behuizing hadden, was de PowerBook G3 de eerste laptop van Apple met een zwarte behuizing. De PowerBook G3 werd in januari 2001 opgevolgd door de PowerBook G4.
De Wallstreet-, Lombard- en Pismo-modellen werden geprezen omdat ze gemakkelijk geüpgraded konden worden. Niet alleen waren de schijven en het geheugen gemakkelijk toegankelijk, bovendien bevond de CPU zich op een verwijderbare dochterkaart en niet op het moederbord. Dit leidde ertoe dat bedrijven zoals Sonnet en Powerlogix niet alleen G3 CPU-upgrades aanboden voor elk van deze G3-series, maar in verschillende gevallen ook G4-upgrades die deze machines net zo snel konden maken als (en in latere gevallen zelfs sneller dan) de Titanium G4 PowerBooks die destijds door Apple werden aangeboden.

## Macintosh PowerBook G3 (Kanga)
De eerste Macintosh PowerBook G3 (codenaam "Kanga") werd geïntroduceerd in november 1997. Ten tijde van zijn introductie werd de PowerBook G3 geadverteerd als de snelste laptop ter wereld, een titel die hij overnam van zijn voorganger, de 240 MHz PowerBook 3400c. De Kanga was gebaseerd op de PowerBook 3400c en stond officieus bekend als de PowerBook 3500. Hij gebruikte dezelfde behuizing als de 3400c en een zeer vergelijkbaar moederbord. Het moederbord werkte op 50 MHz in plaats van 40 MHz, wat resulteerde in enige incompatibiliteit met oudere 3400 RAM-modules. Andere veranderingen aan het moederbord waren onder meer een verdubbeling van de ingebouwde RAM van 16 naar 32 MB en een snellere versie van de ingebouwde grafische controller. De G3-processor maakte de Kanga meer dan twee keer zo snel als een 3400c.
Deze eerste PowerBook G3 werd geleverd met een 250 MHz G3-processor en een 30,7 cm (12,1 inch) SVGA TFT LCD-scherm. Het is het enige G3-systeem dat niet officieel compatibel is met Mac OS X. Kanga bleef amper vijf maanden op de markt en wordt grotendeels beschouwd als een noodoplossing van Apple om zo snel mogelijk G3 PowerBooks te kunnen leveren terwijl een meer revolutionaire PowerBook G3-serie in de maak was. Niettemin kozen veel mensen ervoor om een Kanga te kopen om hun verwijderbare uitbreidingsmodules, batterijen en andere randapparatuur van de PowerBook 190, 5300 en 3400-modellen te kunnen blijven gebruiken. De Kanga was ook opmerkelijk kleiner in diepte en breedte dan de daaropvolgende Wallstreet Powerbooks. De Kanga ondersteunt Mac OS 8.0 tot Mac OS 9.1.

## PowerBook G3-serie (Wallstreet I)
De tweede generatie PowerBook G3 (codenaam "Wallstreet"), die voortaan de PowerBook G3-serie werd genoemd, kwam op de markt in mei 1998. De machine werd volledig opnieuw ontworpen met een nieuwe behuizing die lichter en ronder was dan de vorige generatie PowerBook G3. Het was echter nog steeds een Old World ROM Macintosh.
De PowerBook G3-serie was verkrijgbaar in drie schermformaten: een 30,7 cm (12,1 inch) passieve matrix LCD-scherm, een 33,8 cm (13,3 inch) TFT LCD-scherm en een 35,8 cm (14,1 inch) TFT LCD-scherm. Het 12,1 inch model had 2 MB VRAM aan boord, terwijl de 13,3 inch en 14,1 inch modellen uitgerust waren met 4 MB VRAM waardoor 24-bits (miljoenen) kleuren mogelijk waren bij een maximale resolutie van 1024x768 pixels. Het 13,3 inch beeldscherm had een lintkabel die eigenlijk te kort was en daardoor snel defect raakte, wat leidde tot heel wat reparaties onder garantie. Dit bracht Apple ertoe om het 13,3 inch model na de eerste productieronde te schrappen.
Dit was de eerste PowerBook die gebruik maakte van industriestandaard ATA optische schijflezers. Dit betekende dat goedkopere cd- en dvd-recorders die voor Wintel-machines ontworpen waren, gemakkelijker in deze computer konden gebruikt worden.
De Wallstreet werd aangeboden in drie CPU-snelheden: 233 MHz, 250 MHz en 292 MHz. Het 233 MHz-model kreeg soms de bijnaam "Mainstreet", omdat het door het ontbreken van een level2-cache veel langzamer was dan de andere twee modellen. De 250 MHz- en 292 MHz-modellen werden geleverd met 1 MB level2-cache. Vanwege deze grote cache en de snellere systeembus van 66 MHz hadden de Wallstreet PowerBook G3's last hadden van enkele hitteproblemen. Veel van de problemen van de Wallstreet PowerBook G3's zijn opgelost in de volgende revisie, de Wallstreet II. De Wallstreet ondersteunt Mac OS 8.0 tot Mac OS X 10.2.8.
Dit was de laatste serie die in Ierland geproduceerd werd.

## PowerBook G3-serie (Wallstreet II, PDQ)

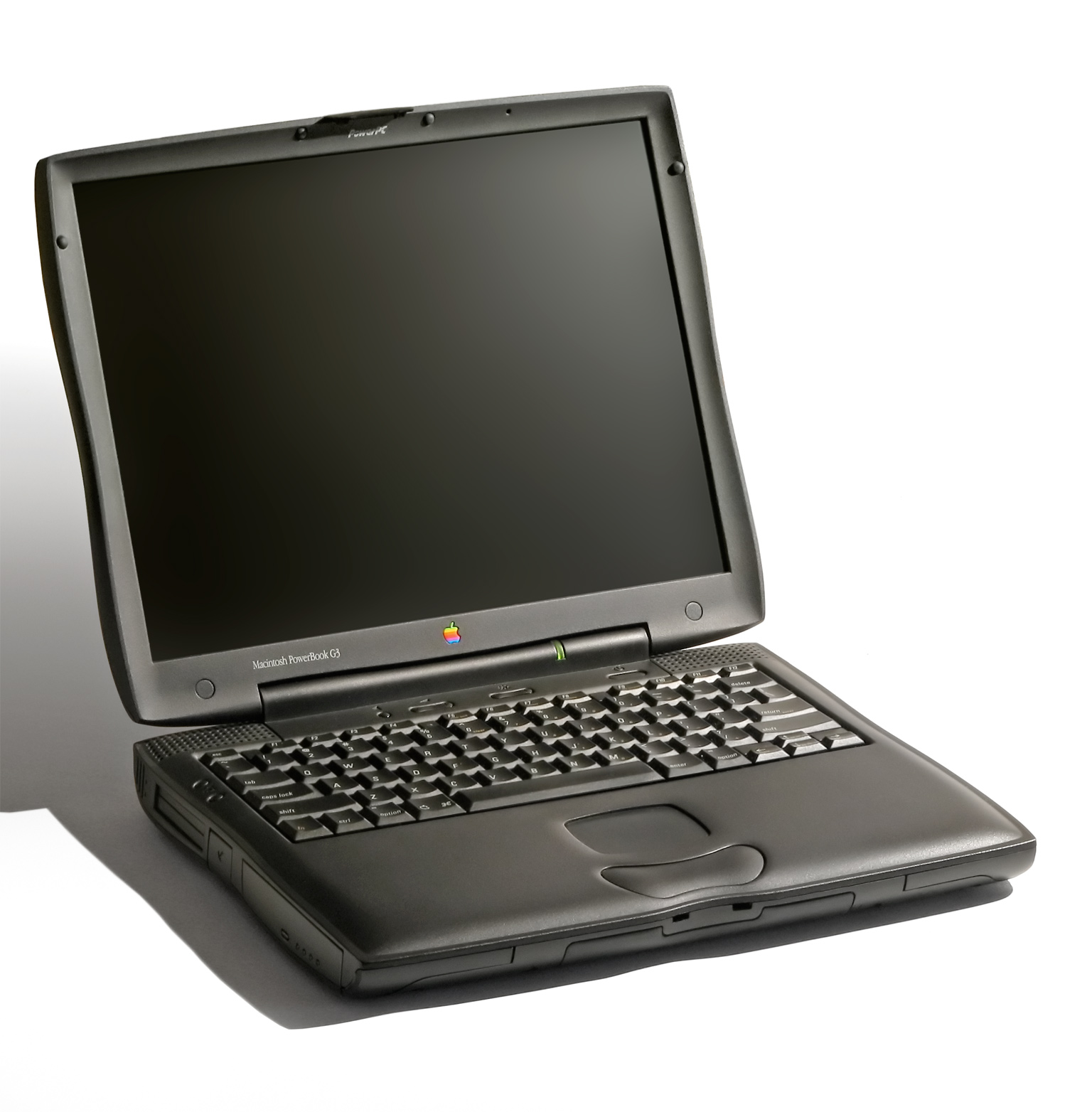
Een "Wallstreet II" PowerBook G3

Het Wallstreet-ontwerp werd in augustus 1998 bijgewerkt (codenaam "Wallstreet II", "PDQ" - Pretty Darn Quick). De CPU-snelheden waren hoger op de snellere twee modellen, wat resulteerde in een 233 MHz-, een 266 MHz- en een 300 MHz-model.
Het 233 MHz-model beschikte voortaan over hetzelfde 14,1 inch TFT LCD-scherm als de snellere modellen en kreeg ook een level2-cache van 512 KB. Hierdoor leverde het 233 MHz-model veel betere prestaties dan zijn 233 MHz voorganger uit de Wallstreet-serie, hoewel de laptop uitgerust was met slechts 2 MB VRAM vergeleken met de 4 MB op de snellere modellen. Het 13,3 inch scherm werd geschrapt vanwege zowel de problemen met de te korte lintkabel als de dalende productiekosten van grotere TFT-schermen.
De behuizing bevatte twee dockingbays, één aan elke kant. Het linkercompartiment bood plaats aan een batterij, een 3,5 inch diskettestation, een Iomega Zip-drive, een harde schijf of een andere uitbreidingsmodule. Het rechtercompartiment was groter en bood plaats aan al het voorgaande plus een 5,25 inch optische schijflezer (cd-rom of dvd-rom). Dvd's konden afgespeeld worden met behulp van een CardBus-kaart die een hardwaredecoder bevat. Een kleine interne nikkel-cadmium-batterij maakte het mogelijk om de hoofdbatterijen te verwisselen terwijl de computer zich in slaapstand bevindt. Met een batterij in elk compartiment kon de levensduur van de batterij worden verdubbeld.
Dit waren de eerste laptops van Apple die net als de Power Macintosh G3 volgens het build-to-order-principe werden geproduceerd. Het waren ook de laatste Apple-computers met het regenboogkleurige Apple-logo en de laatste Old World ROM-modellen in de PowerBook-serie. De Wallstreet ondersteunt Mac OS 8.1 tot Mac OS X 10.2.8. In mei 1999 werd de productie stopgezet.
De PDQ-serie is volledig geproduceerd in Taiwan. De productiestickers aan de onderkant van de laptops geven aan of het toestel in Ierland of Taiwan geproduceerd werd, waardoor gemakkelijk het onderscheid kan gemaakt worden tussen de verder vrijwel identieke Wallstreet- en PDQ-serie.

## PowerBook G3 Bronze Keyboard (Lombard)

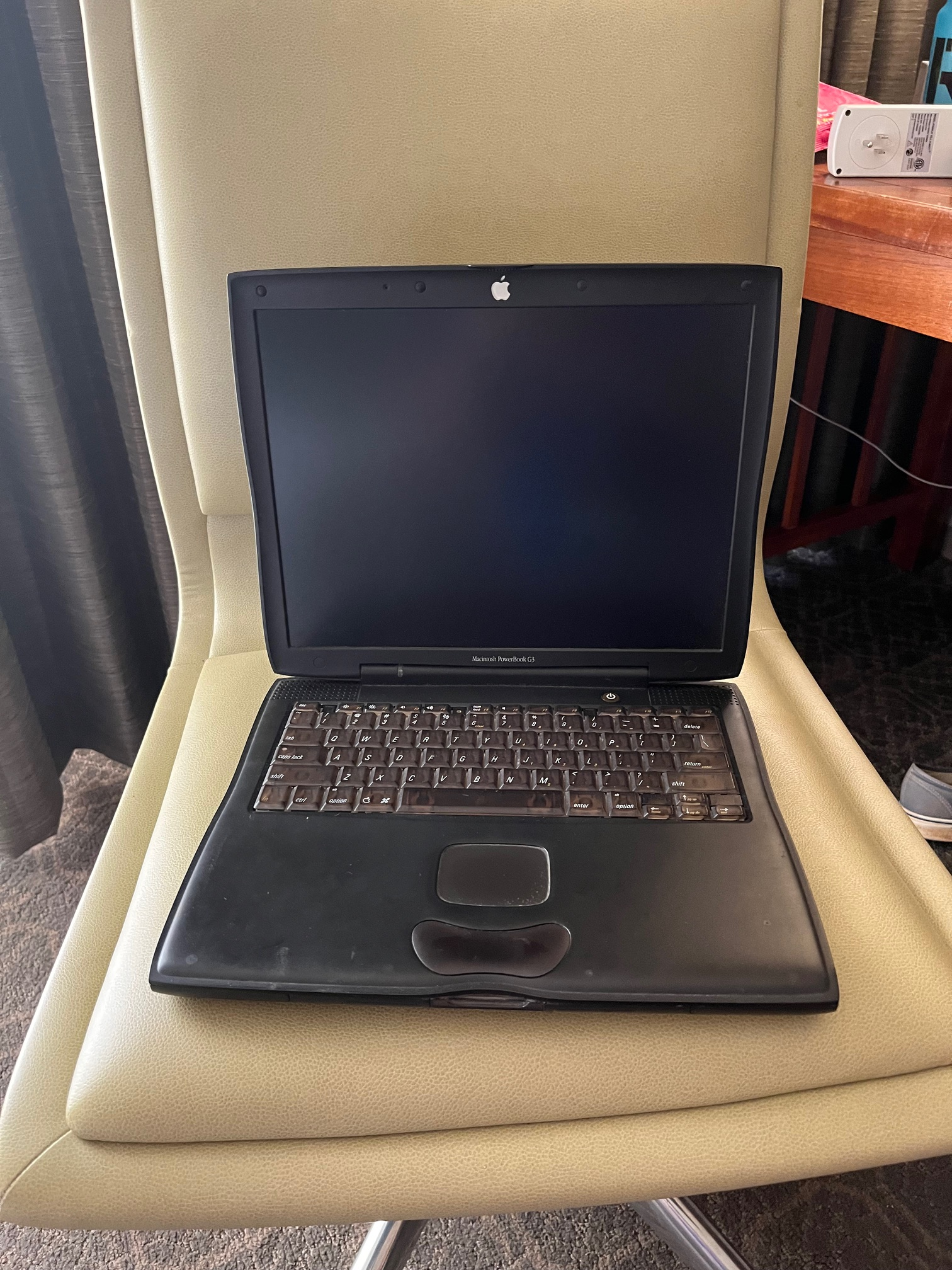
Een "Lombard" PowerBook G3

De derde generatie PowerBook G3 (codenaam "Lombard") werd geïntroduceerd in mei 1999. Deze laptop was veel slanker en lichter dan zijn voorganger en was de eerste New World ROM PowerBook. De batterijduur was langer en net als bij de Wallstreet II kon de gebruiker de duur verdubbelen tot 10 uur door de optische schijflezer in het uitbreidingscompartiment te vervangen door een tweede batterij. Het toetsenbord werd ook verbeterd en was nu voorzien van doorschijnend bronskleurig plastic, wat de oorsprong is van de bijnaam "bronzen toetsenbord". Het was ook de eerste Apple-laptop met een verlicht Apple-logo op de achterkant van het scherm.
Interne harde schijven voor de Pismo, Lombard en Wallstreet II zijn onderling uitwisselbaar. Modules voor de uitbreidingscompartimenten (dvd, cd, diskette, batterij) zijn uitwisselbaar op de Pismo en Lombard, maar niet op de Wallstreet. Een dvd-station was optioneel op het 333 MHz-model en standaard op de 400 MHz-versie. Het 400 MHz-model bevatte een hardware MPEG-2-decoder voor het afspelen van dvd's, terwijl het 333 MHz-model dit niet had (met behulp de CardBus-kaart van de Wallstreet was het wel mogelijk om dvd's af te spelen). Verdere optimalisaties voor het afspelen van dvd's zorgden ervoor dat beide modellen dvd's konden afspelen zonder gebruik van hardware-ondersteuning.
Dit model introduceerde USB-poorten in de PowerBook-lijn met behoud van SCSI-ondersteuning. De ADB-poort werd volledig geëlimineerd, hoewel het toetsenbord en het touchpad intern nog steeds een ADB-interface gebruikten. De videokaart bestond uit een ATi Rage LT Pro-chipset op de PCI-bus. Met de 8 MB videogeheugen kon deze videokaart het 14,1 inch TFT LCD-scherm aansturen in 24-bit (miljoenen) kleuren met een maximale resolutie van 1024x768 pixels.
De Lombard ondersteunt Mac OS 8.6 tot Mac OS X 10.3.9. Met uitzondering van versie 10.0 kan Mac OS X alleen geïnstalleerd worden als beide RAM-slots bezet zijn met RAM van dezelfde grootte. Voor deze PowerBooks waren RAM-uitbreidingen tot 512 MB, grotere harde schijven tot 128 GB en CPU-upgrades tot 433 MHz G4-processoren beschikbaar.

## PowerBook G3 FireWire (Pismo)

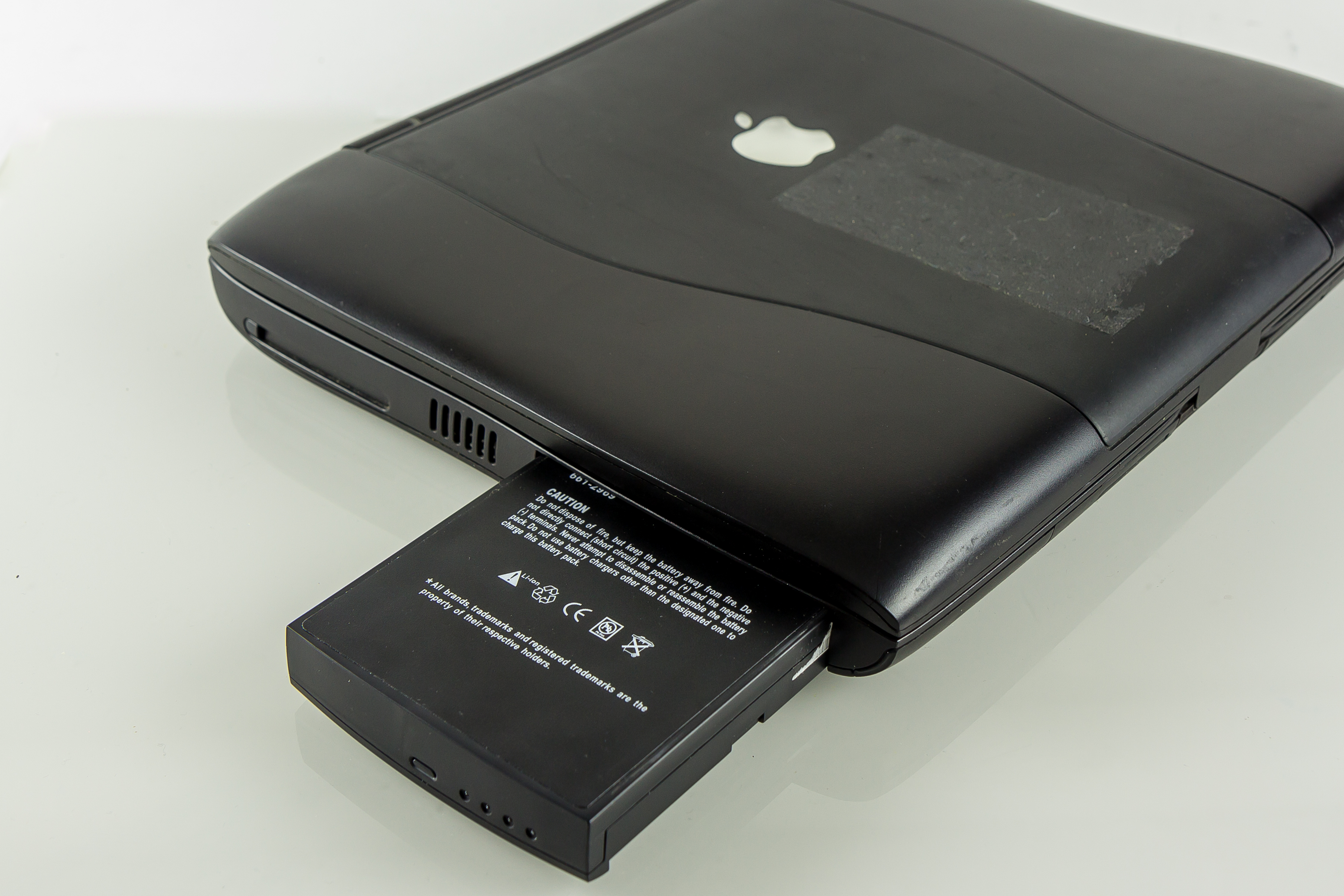
Een "Pismo" PowerBook met de batterij half verwijderd uit het linker uitbreidingscompartiment

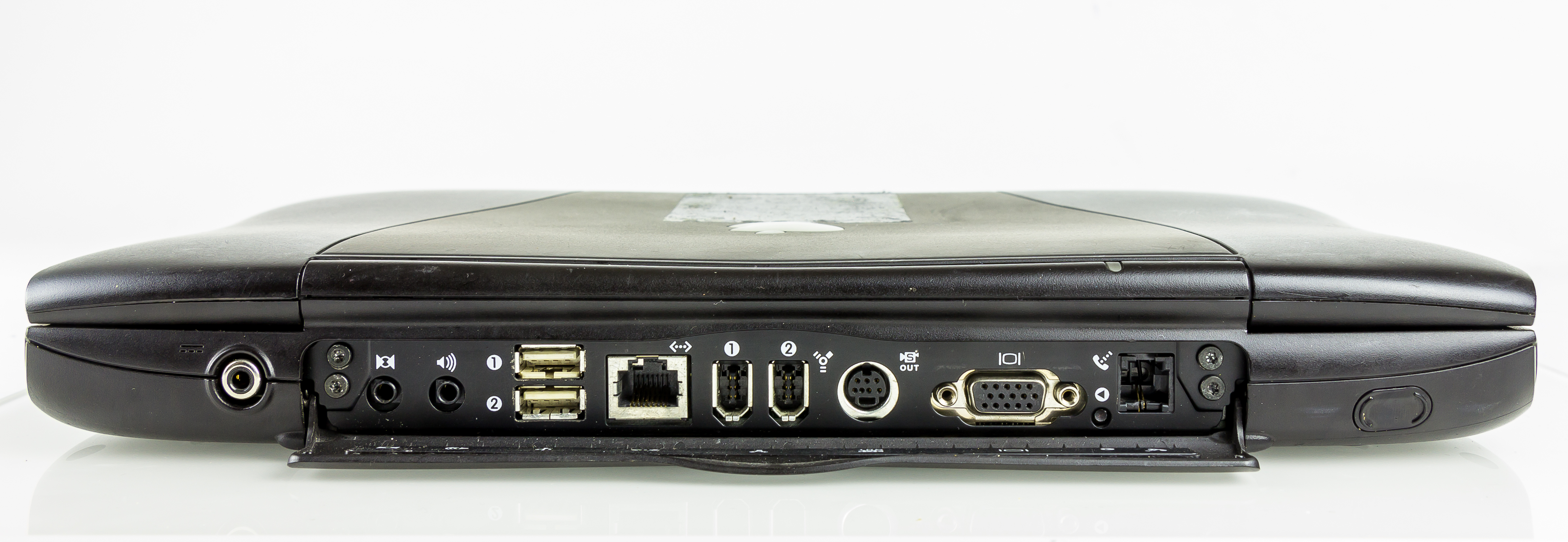
Achteraanzicht van een "Pismo" PowerBook met de USB- en FireWire-poorten

De vierde generatie PowerBook G3 (codenaam "Pismo") werd geïntroduceerd in februari 2000. Voor deze generatie heeft Apple "G3" uit de naam geschrapt.
De Pismo gebruikt dezelfde behuizing als de Lombard, maar met veel verbeteringen. De Pismo was verkrijgbaar met CPU-snelheden van 400 MHz of 500 MHz. Met een bussnelheid van 100 MHz was de bus een derde sneller dan de bus van de Lombard. SCSI werd vervangen door de nieuwere FireWire-interface (IEEE-1394) en de grafische
kaart werd opgewaardeerd naar een AGP ATi Rage Mobility 128. Het videogeheugen bleef 8 MB en kon niet uitgebreid worden. Ook de schermresolutie van 1024×768 pixels bleef hetzelfde. Een 6x dvd-rom-station werd standaard. Het was ook de eerste PowerBook met AirPort-netwerkvoorziening als officiële optie, hoewel WiFi-technologie al aan eerdere modellen kon toegevoegd worden via verschillende CardBus-kaarten van derden.
Het linker uitbreidingscompartiment kon, net als de Lombard, alleen een batterij bevatten. Het rechtercompartiment bood plaats aan een Combo Drive of SuperDrive, een Zip-drive, een diskettestation, een tweede harde schijf (met adapter, die moeilijk te vinden was) of een tweede batterij. Lombard en Pismo accepteren dezelfde uitbreidingsmodules.
De Pismo ondersteunt officieel Mac OS versies 9.0.2 tot en met 10.4.11. Voor deze PowerBooks waren RAM-uitbreidingen tot 1 GB, grotere harde schijven tot 128 GB, vervangbatterijen, G3 CPU-upgrades tot 900 MHz en G4 CPU-upgrades tot 550 MHz beschikbaar.
De Pismo PowerBook was de laatste van de G3-lijn en werd in 2001 opgevolgd door de PowerBook G4 Titanium-modellen.

## In populaire cultuur
De PowerBook G3 dook in de late jaren negentig tot midden jaren 2000 vaak op in films en televisieseries, waaronder You've Got Mail, NewsRadio, Curb Your Enthusiasm, Austin Powers: The Spy Who Shagged Me, Mission: Impossible II, Dark Angel, What Women Want, The West Wing, Friends, The Lone Gunmen, The Core, Duplex, Saw, Sex and the City, How I Met Your Mother, Night at the Museum, Charmed, Everybody Loves Raymond, Stargate SG-1, That's So Raven en Angel.
Uit productie: 1984: Macintosh 128K, Macintosh 512K · 1985: Macintosh XL · 1986: Macintosh Plus · 1987: Macintosh II, Macintosh SE · 1988: Macintosh IIx · 1989: Macintosh SE/30, Macintosh IIcx, Macintosh IIci, Macintosh Portable · 1990: Macintosh IIfx, Macintosh Classic, Macintosh IIsi, Macintosh LC serie · 1991: Macintosh Quadra 700, Macintosh Quadra 900, Apple PowerBook · Macintosh Classic II · 1992: Macintosh IIvx, Macintosh Quadra 950, PowerBook Duo, Macintosh Performa serie · 1993: Macintosh Centris serie, Macintosh Color Classic, Macintosh TV · Apple Workgroup Server · 1994: Power Macintosh · 1997: Power Macintosh G3, PowerBook G3, Twentieth Anniversary Macintosh · 1998: iMac · 1999: iBook, Power Mac G4 · 2000: Power Mac G4 Cube · 2001: PowerBook G4 · 2002: eMac, iMac G4 · 2003: Xserve, Power Mac G5 · 2004: iMac G5 · 2005: Mac mini · 2006: MacBook · 2015: MacBook (Retina) · 2017: iMac Pro

Huidige modellen: MacBook Air, MacBook Pro, iMac, Mac mini, Mac Studio, Mac Pro